# ديف إيفانز (فنان)
ديف إيفانز (بالإنجليزية: Dave Evans)‏  مواليد 1953  م، هو مغني من المملكة المتحدة، وأستراليا، وويلز.

## روابط خارجية
- ديف إيفانز على موقع ميوزك برينز (الإنجليزية)
- ديف إيفانز على موقع أول ميوزيك (الإنجليزية)
- ديف إيفانز على موقع ديسكوغز (الإنجليزية)